# Annie Cotton
Annie Cotton (Laval, 13 juli 1975) is een Canadees zangeres en actrice.

## Biografie
Cotton werd geboren in Quebec, een Franstalige provincie van Canada en Cotton werd dan ook Franstalig opgevoed. Ze verscheen als actrice voor het eerst op het beeldscherm in het eerste seizoen van de Franstalige serie Watatatow in 1991. Ze speelde in de serie het personage Véronique Charest. Uiteindelijk zou Cotton tot 2000 als Charest in de serie te zien zijn. In 2007 speelde ze in de soap Virginie, eveneens dagelijks op de Franstalige Canadese televisie te zien. In deze soap speelde Cotton het personage Annie Cloutier.
Haar doorbraak als zangeres maakte Cotton in 1993, toen ze Zwitserland vertegenwoordigde op het Eurovisiesongfestival dat jaar. Ze was daarmee, na Céline Dion in 1988, de tweede Canadese zangeres die het Alpenland vertegenwoordigde. Ze kon het succes van Dion, die in 1988 won voor Zwitserland, niet evenaren. Cotton werd met het Franstalige nummer Moi, tout simplement derde met 148 punten achter Ierland en het Verenigd Koninkrijk.
1956: Lys Assia + Lys Assia · 
1957: Lys Assia · 
1958: Lys Assia · 
1959: Christa Williams · 
1960: Anita Traversi · 
1961: Franca di Rienzo · 
1962: Jean Philippe · 
1963: Esther Ofarim · 
1964: Anita Traversi · 
1965: Yovanna · 
1966: Madeleine Pascal · 
1967: Géraldine · 
1968: Gianni Mascolo · 
1969: Paola · 
1970: Henri Dès · 
1971: Peter, Sue & Marc · 
1972: Véronique Müller · 
1973: Patrick Juvet · 
1974: Piera Martell · 
1975: Simone Drexel · 
1976: Peter, Sue & Marc · 
1977: Pepe Lienhard Band · 
1978: Carole Vinci · 
1979: Peter, Sue & Marc & Pfuri, Gorps & Kniri · 
1980: Paola · 
1981: Peter, Sue & Marc · 
1982: Arlette Zola · 
1983: Mariella Farré · 
1984: Rainy Day · 
1985: Mariella Farré & Pino Gasparini · 
1986: Daniela Simmons · 
1987: Carol Rich · 
1988: Céline Dion · 
1989: Furbaz · 
1990: Egon Egemann · 
1991: Sandra Simó · 
1992: Daisy Auvray · 
1993: Annie Cotton · 
1994: Duilio · 
1996: Kathy Leander · 
1997: Barbara Berta · 
1998: Gunvor · 
2000: Jane Bogaert · 
2002: Francine Jordi · 
2004: Piero Esteriore & The MusicStars · 
2005: Vanilla Ninja · 
2006: Six4one · 
2007: DJ BoBo · 
2008: Paolo Meneguzzi · 
2009: Lovebugs · 
2010: Michael von der Heide · 
2011: Anna Rossinelli · 
2012: Sinplus · 
2013: Takasa · 
2014: Sebalter · 
2015: Mélanie René · 
2016: Rykka · 
2017: Timebelle · 
2018: ZiBBZ · 
2019: Luca Hänni · 
2021: Gjon's Tears · 
2022: Marius Bear · 
2023: Remo Forrer · 
2024: Nemo · 
2025: Zoë Më